# Ulpu Iivari
Ulpu Iivari (ur. 20 marca 1948 w Salli) – fińska polityk i dziennikarka, deputowana krajowa, w latach 1995–1996 i 1999–2004 posłanka do Parlamentu Europejskiego.
Z wykształcenia dziennikarka, karierę zawodową rozpoczynała w dzienniku "Helsingin Sanomat". Później pracowała jako niezależny publicysta, redaktor różnych czasopism i etatowy działacz partyjny. W latach 1991–1995 zasiadała w Eduskuncie z ramienia Socjaldemokratycznej Partii Finlandii, reprezentując okręg Helsinki.
W 1995 objęła mandat posłanki do Parlamentu Europejskiego (do 1996). Ponownie uzyskała go w wyborach powszechnych w 1999. Należała do grupy socjalistycznej, od 1999 do 2002 była wiceprzewodniczącą Komisji ds. Kultury, Młodzieży, Edukacji, Środków Masowego Przekazu i Sportu. W PE zasiadała do 2004. Wycofała się następnie z działalności politycznej.